# 스위스 사회민주당
스위스 사회민주당 독일어: Sozialdemokratische Partei der Schweiz, 조치알데모크라디셰 파르타이 데어 슈바이츠[*], 프랑스어: French: Parti socialiste suisse, 이탈리아어: Partito Socialista Svizzero)은 스위스의 사회민주주의, 반자본주의 정당이다. 1888년 창당되었으며, 사회주의 인터내셔널(영어: Socialist International)에 가입했다. 2008년부터 크리스티안 레바르트가 당수로 활동하고 있으며, 당원은 35,000명이다.
기민당, 자민당, 인민당과 함께 스위스의 4대 정당중 하나이며, 또 4개 정당중 가장 역사가 오래된 정당이기도 하다. 1970년대부터 현재까지 스위스 인민당과 연정을 이루고있다. 유명 사회주의 학자인 레프 트로츠키가 스위스 망명 시절 활동한 정당으로도 유명하다.

## 역대 선거결과

### 스위스 연방의회
| 년도   | 변동률  | 변동률 | 변동률 | 의석     | 의석 | 순위 |
| 년도   | #       | %      | ± pp   | #        | ±    | 순위 |
| ------ | ------- | ------ | ------ | -------- | ---- | ---- |
| 1971년 | 452,195 | 22.9%  | – 0.6  | 46 / 200 | 4    | 2위  |
| 1975년 | 477,125 | 24.9%  | + 2.0  | 55 / 200 | 9    | 2위  |
| 1979년 | 443,794 | 24.4%  | – 0.5  | 51 / 200 | 4    | 2위  |
| 1983년 | 444,365 | 22.8%  | – 1.6  | 47 / 200 | 4    | 2위  |
| 1987년 | 353,334 | 18.4%  | – 4.4  | 41 / 200 | 6    | 3위  |
| 1991년 | 373,664 | 18.5%  | + 0.1  | 41 / 200 | 0    | 2위  |
| 1995년 | 410,136 | 21.8%  | + 3.3  | 54 / 200 | 13   | 2위  |
| 1999년 | 438,555 | 22.5%  | – 0.7  | 51 / 200 | 3    | 3위  |
| 2003년 | 490,392 | 23.3%  | + 0.8  | 52 / 200 | 1    | 2위  |
| 2007년 | 450,308 | 19.5%  | – 3.8  | 43 / 200 | 9    | 2위  |
| 2011년 | 451,236 | 18.7%  | – 0.8  | 46 / 200 | 3    | 2위  |
| 2015년 | 475,071 | 18.8%  | + 0.1  | 43 / 200 | 3    | 2위  |